# Patrik Rogiers
Patrik Rogiers (Lokeren, 16 mei 1953) is een Belgisch tekenaar en kunstschilder.

## Biografie
Na zijn studies “licentiaat in de bijzondere lichamelijke opvoeding” (1976 aan de Universiteit Gent) werd Patrik Rogiers leraar lichamelijke opvoeding.   
Van 1992 tot 2014 was hij zaakvoerder van een fitnesscenter in Lokeren. Zijn fascinatie voor het menselijk lichaam uitte zich in deze periode ook in het artistieke aspect,  door het maken van schetsen en houtskooltekeningen, aanvankelijk zonder enige artistieke opleiding.
Van 2000-2007 volgde hij  een opleiding tot beeldend kunstenaar (tekenkunst)  aan de Academie voor Schone Kunsten in  Sint-Niklaas.
Patrik Rogiers is lid van de kunstkring “idCollectief” Hamme (sinds 2008) en van de “Lucas-gezellen” Sint-Niklaas (sinds 2019).

## Werk
Zij kunst is figuratief. Zijn portretten zijn realistisch. Het menselijk lichaam, meestal naakt, primeert. De kwetsbaarheid van de mens is de rode draad in al zijn portretten.   
Zijn werk bestaat uit naakten, portretten, zelfportretten en schetsen.  Kenmerkend in zijn oeuvre zijn series van hetzelfde thema, sommige op oude postkaarten en facturen.
Hij schildert slechts sporadisch op canvas. Zijn voorkeur gaat uit naar het meer tastbare karakter van papier. Hij werkt met een gemengde techniek van houtskool, pastel en bister. Daar waar zijn kleurenpalet voorheen eerder sober en gedempt was, begon Rogiers in 2025 meer nadruk te leggen op kleur in zijn werken.
Sinds 2005 stelt hij zijn werken tentoon op diverse exposities, galerijen en speciale locaties in België en Nederland.

## Boeken
In 2021 maakte Patrik Rogiers samen met schrijver-dichter Pierre Mahy het kunstboek "Synergie - De mens in woord en beeld". Door de combinatie van woord en beeld wilden ze de emotionele waarde van het gedicht en de tekening versterken.
In februari 2023 werd de novelle 'De Rit' van Filip De Pillecyn heruitgegeven. Deze uitgave werd geïllustreerd met 6 tekeningen van Patrik Rogiers.  

## Werk in de publieke ruimte
Meerdere werken in de  Sint-Laurentiuskerk in Lokeren waaronder : 
- 'Treurend (zelf)portret'
- Triptiek “Geloof” (rouwkapel)

## Tentoonstellingen (selectie)

### Individueel
- ‘Tekeningen” , Cultureel Centrum Lokeren , 2006
- “Het geheim van de spiegel” , id+Art Hamme , 2009
- “Tekeningen” , Galerie di-art Lokeren , 2017
- “Inside/Art” , Flanders expo Gent , 2018
- “Tekeningen” , Sint-Laurentiuskerk Lokeren , 2021

### Groepstentoonstellingen
- “Venus, de mythe doorprikt”,  Aardenburg (Ned), 2011
- “Original skin” , Maaltebruggekasteel Gent, 2013
- “De ongezien mens”, Galerie de Ouverture Cadzand (Ned), 2015
- Biënnales  Hedendaagse kunst, kasteel van Poeke ,Aalter, 2013, 2015, 2017
- “Crux interpretum” id+Art Hamme, 2017
- “Gelaagdheid “ , Dacca loft Temse, 2019
- Jaarlijkse tentoonstelling Lucas-gezellen, SteM Sint-Niklaas, 2019, 2021
- “Heaven can’t wait, een beeldrEYCK raadsel”, De Koolputten Waasmunster, 2020
- “Valse triste”, de Koolputten Waasmunster, 2020
- "De intimiteit van het schetsboek", Herenhuis Vermeire - Lagae, Hamme, 2021
- "Ik en de ander", zelfportretten van hedendaagse kunstenaars en kunstenaars als Paul Delvaux, James Ensor, De Kat, Van Sassenbrouck en anderen. "De Koolputten", Waasmunster, 2022[7]
- "Warme winter",Jaarlijkse tentoonstelling Lucas-gezellen in SteM Sint-Niklaas, december 2022
- "Kwetsbaar", Jaarlijkse tentoonstelling Lucas-gezellen in SteM Sint-Niklaas, november 2023
- "In Beweging", Jaarlijkse tentoonstelling Lucas-gezellen in SteM Sint-Niklaas,  juli 2024
- "Het merg van de kleur", stadhuis Dendermonde, juni 2025
- "Tussen aarde en hemel - Mercator", SteM Sint-Niklaas, juni-juli 2025
- "Spectrum 25", Belfort, Brugge, juli 2025